# Шахтёр (футбольный клуб, Конотоп)
Шахтёр (укр. ФК «Шахтар» Конотоп) — украинский любительский футбольный клуб из города Конотоп.

## История
Команда была основана в 1953-м году на базе завода «Красный металлист». В 1968 году клуб впервые выиграл чемпионат Сумской области, также команда дважды становилась обладателем Кубка Сумщины (1965 и 1969). С 1977 в соревнованиях не участвовала. В 2000-м году «Шахтёр» возродили благодаря стараниям заместителя директора завода Владимира Волкогона. Уже через год команда стала лучшей в области. В этом году «Шахтёр» выиграл свой седьмой чемпионат области, достаточно уверенно опередив своего основного соперника в последние 2 года — команду «Локомотив» из города Дружба. Также покорились клубу из Конотопа Кубок (девять раз) и Суперкубок (семь раз). В 2013 году «Шахтёр» выиграл Кубок Губернатора Сумщины, в финале обыграв клуб Первой лиги «Сумы» (1:0)
В сезоне 2014 клуб не смог принять участие в чемпионате области из за финансовых проблем.

## Цвета клуба
| Белый | Чёрный | Оранжевый |